# Élection présidentielle somalilandaise de 2024
L'élection présidentielle somalilandaise de 2024 a lieu le 13 novembre 2024 afin d'élire le président de la république du Somaliland, un État non reconnu par la communauté internationale depuis son indépendance unilatérale de la Somalie en 1991.
L'élection intervient deux ans après la date prévue par manques de moyens de l’État. Candidat à un second mandat, le président sortant Muse Bihi Abdi est battu par Abdirahman Mohamed Abdullahi, qui réunit 64 % des voix.

## Contexte

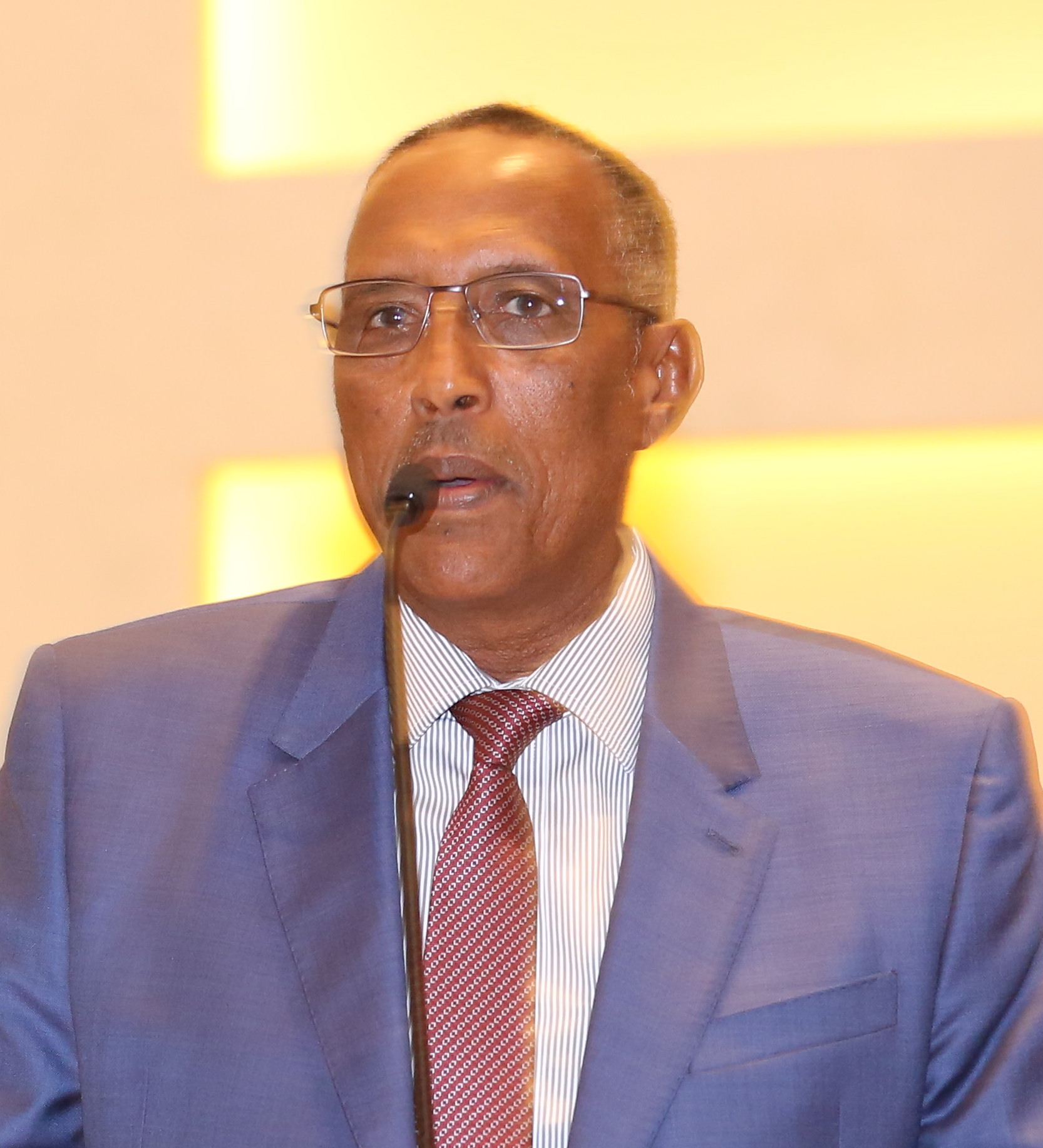
Le président sortant Muse Bihi Abdi.

Confronté au génocide des Isaaq par la dictature du président somalien Siad Barre, qui fait raser Hargeisa par bombardement aérien, le Somaliland proclame son indépendance unilatérale de la Somalie en 1991 à la chute de la dictature. Tandis que la Somalie s'enfonce dans la guerre civile, le Somaliland met en place des institutions stables, sans pour autant être reconnu par la communauté internationale. 
L'élection présidentielle de novembre 2017 voit la victoire de Muse Bihi Abdi, qui l'emporte avec 55 % des voix, à l'issue d'un scrutin salué par les observateurs internationaux. Sa formation politique, le Parti kulmiye, arrive cependant deuxième aux élections législatives de mai 2021. Ces dernières voient arriver en tête le parti Waddani, qui forme une alliance avec l'UCID, arrivé troisième,. Reconnues comme s'étant déroulées de manière libre et équitables, les élections sont dénués de violences et aboutissent à une alternance pacifique, en fort contraste avec la situation politique en Somalie,. Si la démocratie somalilandaise est encore jugée largement perfectible, le scrutin de 2021 appuie ainsi les efforts du pays pour la reconnaissance de son indépendance, bien que cette dernière soit toujours jugée peu probable,.
Le 24 septembre 2022, la Commission électorale nationale annonce le report à juillet 2023 de la présidentielle, initialement prévue le 13 novembre 2022, en raison de « contraintes techniques et financières ». La Chambre des Anciens vote cependant le 1er octobre un report plus important encore en étendant le mandat du président Muse Bihi Abdi de deux ans, repoussant ainsi l'élection à novembre 2024. Le 8 janvier 2024, le Conseil des anciens fixe finalement le scrutin au 13 novembre suivant, et décide l'organisation simultanée du vote visant à déterminer les trois partis autorisés à concourir aux élections nationales pour les dix prochaines années.
L'élection présidentielle intervient dans le contexte de tensions régionales au sujet de la reconnaissance du Somaliland. Le 1er janvier 2024, ce dernier signe avec l'Éthiopie un mémorandum d'entente prévoyant la concession à l'Éthiopie d'un bail de cinquante ans sur le port en eau profonde de Berbera et l'installation d'une base militaire éthiopienne au Somaliland en échange d'une reconnaissance diplomatique éthiopienne du Somaliland et de parts dans la compagnie aérienne Ethiopian Airlines. La Somalie rappelle alors son ambassadeur à Addis-Abeba, dénonçant cet accord comme illégal car violant son intégrité territoriale. La possibilité d'une entrée en vigueur de cet accord provoque de vives tensions entre l'Éthiopie et la Somalie, soutenue par l'Erythree, adversaire historique de l'Éthiopie, et l'Égypte, qui s'oppose de longue date à l'Éthiopie sur la question de la construction du Grand barrage de la Renaissance,.

## Système électoral
Le président de la république du Somaliland est élu au scrutin uninominal majoritaire à un tour pour un mandat de cinq ans renouvelable une fois. 
Les candidats à la présidence se présentent avec pour colistiers un candidat à la vice-présidence, élu pour un même mandat. Seuls peuvent se présenter les candidats soutenus par un parti, dont le nombre est limité à trois par la constitution pour les élections présidentielles et législatives, dans le but de limiter le tribalisme politique dans le pays,.

## Résultats
|                          | Abdirahman Mohamed Abdullahi Mohamed Aw-Ali Abdi | Waddani                  | 407 908   | 63,95 |  |  |
|                          | Muse Bihi Abdi Mohamoud Hassan Saad              | Kulmiye                  | 225 219   | 35,31 |  |  |
|                          | Faisal Ali Warabe Abdirashid Duale Diriye        | UCID                     | 4 699     | 0,74  |  |  |
|                          |                                                  |                          |           |       |  |  |
| Votes valides            | Votes valides                                    | Votes valides            | 637 826   | 98,45 |  |  |
| Votes blancs et nuls     | Votes blancs et nuls                             | Votes blancs et nuls     | 10 037    | 1,55  |  |  |
| Total                    | Total                                            | Total                    | 647 863   | 100   |  |  |
| Abstention               | Abstention                                       | Abstention               | 579 185   | 47,20 |  |  |
| Inscrits / participation | Inscrits / participation                         | Inscrits / participation | 1 227 048 | 52,80 |  |  |

## Analyse et conséquences

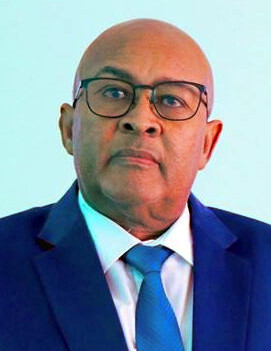
Abdirahman Mohamed Abdullahi

Le scrutin se déroule dans le calme, et donne lieu à une alternance politique. Le président sortant Muse Bihi Abdi est en effet battu par Abdirahman Mohamed Abdullahi, qui réunit 64 % des voix contre 34 % pour Muse Bihi Abdi,. Muse Bihi Abdi reconnaît sa défaite le 20 novembre, au lendemain de la publication des résultats.
Le président sortant aurait souffert d'un comportement jugé paternaliste dédaignant l'opinion publique dans un contexte de difficultés économiques, là où Abdullahi aurait bénéficié d'une image d'homme fédérateur. S'il soutient publiquement le mémorandum signé avec l'Éthiopie, le nouveau président le fait dans des termes plus diplomatiques et souhaite le soumettre préalablement à un audit, laissant entendre un remaniement de son contenu.